# 서윤혁
서윤혁(2005년 10월 31일~)은 대한민국의 가수로, JTBC 싱어게인 시즌 3기 출신이다.

## 방송
- 싱어게인3 (2023) - Top24

## 음반
- 시 (2023)
- 싱어게인3 - 무명가수전 Episode.3 (2023)
- 7080 (2023)

## 수상
- 경향 콩쿠르 대상 (2022)